# Double Fattiness
Pour plus de détails, voir Fiche technique et Distribution.
Double Fattiness (雙肥臨門, Shuang fei lin men) est une comédie hongkongaise réalisée par David Chiang et sortie en 1988 à Hong Kong.
Elle totalise 12 719 337 HK$ de recettes au box-office.

## Synopsis
La famille Mo travaille et vit dans un restaurant de bing (sortes de galettes) à Hong Kong. Luk Siu-fung (Lydia Shum), la matriarche, protège les siens de toutes menaces extérieures venant des gangsters locaux, tout en répondant à tous les besoins de la famille. Elle souffre cependant de problèmes cardiaques et meurt la veille de son anniversaire de mariage avec son mari de longue date, Mo Chak-shu (Bill Tung).
Avant sa mort, elle avait exprimé le désir d'être transporté dans un palanquin chinois dans l'au-delà, ce que Chak-shu et son fils Sonny, lui ont promis. Lorsqu'elle atteint les enfers, le palanquin de mariage arrive juste à temps pour lui faire passer le pont Neihe, où elle atteindra officiellement les enfers et se préparera à la réincarnation. Après une inscription en bonne et due forme, Siu-fung (qui est très en surpoids) tente de traverser le pont Neihe en palanquin mais le poids excessif provoque l'effondrement du pont. Les porteurs, de même que le palanquin, tombent dans la rivière Neihe et meurent, tandis que Siu-fung est sauvée au dernier moment par le gardien du monde des esprits.
Puisque le pont Neihe est détruit, Siu-fung ne peut plus traverser, créant ainsi une anomalie où elle n'est pas « officiellement » morte en termes de monde des esprits. Le gardien du monde des esprits tente alors de la ramener dans le monde des humains où elle retrouve son corps et ressuscite. Elle arrive cependant un peu tard, et son mari et son fils ont déjà appuyé sur le bouton pour procéder à l'incinération de son corps.

## Fiche technique
- Titre original : 雙肥臨門
- Titre international : Double Fattiness
- Réalisation : David Chiang
- Scénario : Gordon Chan, Siu Kwok-wa et Pang Chi-ming (d'après une histoire de Kim Yip)
- Photographie : Yee Tung-lung
- Montage : Cheung Kwok-kuen et Lee Yim-hoi
- Musique : David Chung et Tang Siu-lam
- Production : Stephen Shin
- Société de production et de distribution : D&B Films
- Pays d'origine :  Hong Kong
- Langue originale : cantonais
- Format : couleur
- Genre : comédie d'action
- Durée : 91 minutes
- Dates de sortie :
  - Hong Kong : 19 mai 1988
  - Taïwan : 25 juin 1988

## Distribution
- Bill Tung : Mo Chak-shu
- Lydia Shum : Luk Siu-fung/Mlle Cho
- Eric Tsang : Sonny Mo Tak-ko
- Maggie Cheung : Diana
- Dennis Chan : le gardien du monde des esprits
- Paul Chun : Kam Tai-tse
- James Wong : le directeur de l'orchestre
- David Chiang : le deuxième gardien du monde des esprits
- Ronald Wong : l'homme de Tse
- Teddy Yip : Mr Lin